# Elaphoglossum cotapatense
Elaphoglossum cotapatense är en träjonväxtart som beskrevs av M. Kessler och Mickel. Elaphoglossum cotapatense ingår i släktet Elaphoglossum och familjen Dryopteridaceae. Inga underarter finns listade.